# Hirschenstein (Gemeinde Bad Großpertholz)
Hirschenstein ist eine Ortschaft in der Marktgemeinde Bad Großpertholz im Bezirk Gmünd in Niederösterreich.

## Geografie
Die ganz im Nordwesten der Gemeinde befindliche Ortslage Hirschenstein bildet eine Ortschaft und besteht aus dem unbewohnten Jagdschloss Josefshof, einem ehemaligen Meierhof, der von Fichtenwäldern umgeben ist. Das Schloss wurde zwischen 1825 und 1850 errichtet, verfügt neben dem Hauptgebäude über Stallungen und ist nach Josef von Hackelberg benannt. Erreichbar ist Hirschenstein über das Joachimstal.

## Geschichte
Im Jahr 1767 wird in der Matrik der Pfarre Großpertholz erstmals der Name Am Hirschenstein verwendet. Der damit bezeichnete Ort war lange Zeit geprägt durch die Schindelerzeugung, ein Haus der 1869 insgesamt 10 Häuser umfassenden Siedlung führte sogar den Namen „Schindelmaschin“. Im benachbarten Joachimsthal jenseits der Lainsitz befand sich auch eine Schule für die beiden Orte.